# Камбријум
Камбријум је прва и најстарија периода у палеозоику, према постојећој геохронологији почела је свој развој пре 570 милиона година, а завршила се пре око 510 милиона година. Назив ове периоде потиче од римског назива Cambria за Велс. У камбријуму се први пут јављају животиње са скелетом, а своју доминацију започињу трилобити.
Његове поделе и база су донекле у флуктуацији. Период је установио Адам Сеџвик као „камбријску серију“ који га је назвао по Cambria, латински назив за 'Cymru' (Велс), где су британске камбријске стене најбоље изложене. Сеџвик је идентификовао тај слој, заједно са Родериком Марчисоном, у контексту свог настојања да подели велику „прелазну серију“, иако се два геолога неко време нису слагала око одговарајуће категоризације. Камбријум је јединствен по свом необично високом уделу седиментних лагерштатних наслага, локалитета изузетног очувања где су сачувани „меки” делови организама, као и њихове отпорније шкољке. Као резултат тога, наше разумевање биологије камбријума превазилази оно из неких каснијих периода.
Камбријум је означио дубоку промену у животу на Земљи; пре камбријума, већина живих организама у целини била је мала, једноћелијска и једноставна (едијакарска фауна је изузетак). Сложени, вишећелијски организми су постепено постајали све чешћи у милионима година непосредно пре камбријума, али су тек у овом периоду минерализовани, и стога лако фосилизовани, организми постали уобичајени. Брза диверзификација животних облика у камбријуму, позната као камбријска експлозија, произвела је прве представнике свих савремених животињских раздела. Филогенетска анализа је подржала гледиште да су током камбријског зрачења метазое (животиње) еволуирале монофилетски од једног заједничког претка: колонијалних протиста са бичама сличних модерним хоанфлагелатима, иако су животиње вероватно настале најкасније у криогенијуму, или најраније током тонијана.

## Подела
У стратиграфски типичној локалности Британских острва, у Велсу, извршена је подела камбријума на три епохе: доњи, средњи и горњи камбријум. Подела је извршена на основу трилобита.
| Периода   | Епоха      | Век         | Почетак (Ma) | Крај (Ma) |
| --------- | ---------- | ----------- | ------------ | --------- |
| Камбријум |            |             |              |           |
| Горњи     | Посдамијан | 497 ± 1,7   | 485,4 ± 1,9  |           |
| Средњи    | Акадијан   | 509 ± 1,7   | 497 ± 1,7    |           |
| Доњи      | Георгијан  | 541,0 ± 1,0 | 509 ± 1,7    |           |

Званична подела према ICS:
| Периода   | Епоха               | Век                | Почетак (Ma) | Крај (Ma) |
| --------- | ------------------- | ------------------ | ------------ | --------- |
| Камбријум | Фургониј            | 10. век камбријума | 489,5        | 485,4     |
| Камбријум | Фургониј            | Џиангшаниј         | 494          | 489,5     |
| Камбријум | Фургониј            | Пејбиј             | 497          | 494       |
| Камбријум | Мјаолингиј          | Гуџангиј           | 500,5        | 497       |
| Камбријум | Мјаолингиј          | Друмиј             | 504,5        | 500,5     |
| Камбријум | Мјаолингиј          | Вуљуј              | 509          | 504,5     |
| Камбријум | 2. епоха камбријума | 4. век камбријума  | 514          | 509       |
| Камбријум | 2. епоха камбријума | 3. век камбријума  | 521          | 514       |
| Камбријум | Терановиј           | 2. век камбријума  | 529          | 521       |
| Камбријум | Терановиј           | Фортуниј           | 541          | 529       |

## Палеогеографски односи
Током камбријума, тадашњи континенти лоцирани су око екватора. Два највећа континента су Лауразија, на северној хемисфери, и Гондвана, на југу, док су највећи океани Панталаса и Јапетус. Током камбријума северна и централна Европа су се простирале на два континента. Обе су се налазиле на јужној хемисфери и биле су преплављене морем. У то време није било континената лоцираних на половима. Средином и крајем камбријума долази до трансгресије, односно, плитко море више пута надире на копно. Оваква средина била је присутна на свим тадашњим континентима, изузев Гондване, где је онда постојала планинска област.

## Клима
Потпуне и сигурне закључке о клими за време камбријума није лако извести. Позната је чињеница да, у току камбријума, није било континената који су били лоцирани на половима, па се претпоставља да није било могућности за развој глацијалног процеса. Мисли се да је клима у току камбријума била топла, влажна и блага.

## Развој живог света
Камбријум се најбоље може описати као време еволуционе експлозије. Почетком ове периоде, животиње развијају скелетне, тврде делове, који им служе као заштита и потпора меком телу. Своје представнике, током камбријума, имају сва кола маринских бескичмењака, изузев Bryozoa. Доминантни морски бескичмењаци са скелетом су трилобити, брахиоподи и археоцијатиди.
У камбријумским морима потпуну доминацију имају трилобити. Трилобити су група артропода (који су сродници данашњих ракова), карактеристичног хитинског оклопа, који је попречно подељен у три дела - глава, труп и реп. Тело им је најчешће било овалног или елиптичног облика, просечне дужине 3-10 cm. Са леђне стране тело трилобита било је покривено танким хитинским оклопом. На трбушној страни хитински оклоп се налазио само на штиту главе, док је остали трбушни део био покривен танком кожном мембраном. Имали су могућност да се склупчају, како би сачували незаштићену страну. Дисање им је било шкржно. Били су раздвојених полова. Прва појава трилобита била је у доњем камбријуму, максимум развитка достигли су крајем камбријума, у ордовицијуму и силуру, а онда се редукују и потпуно гасе крајем перма.
Такође, свој развитак започињу и сунђери. Најстарији представници су имали само органски скелет, изграђен од спонгијских влакана, а тек касније се појавио и неоргански скелет, који је могао бити кречњачки или силицијски. Овај процес развоја одвијао се већ у прекамбријуму, тако да су, током камбријума, већ постојали представници са силицијским скелетом. Живели су у морској води, на различитим дубинама, мада чешће у плиткој води. Били су у стању да самостално граде спрудове.
У литогенетском погледу посебно су били важни представници археоцијата, који су били главни градиоци спрудова током камбријума. То су изумрле усамљене или колонијалне животиње, пехарастог органогено-карбонатног скелета. Насељавали су плитко море и били су углавном причвршћени за подлогу.
У камбријумским морима развијају се и примитивни брахиоподи. То су усамљени, сесилни, претежно морски, билатерално симетрични организми. За морско дно били су причвршћени помоћу дршке или директно капком. Љуштура им је била карбонатна или хитинско-фосфатна.
Што се тиче флоре, у камбријумским морима развијале су се модрозелене, црвене и зелене алге.